# 泰勒縣 (縣治伍德維爾)
泰勒县（英語：Tyler County）为美国得克萨斯州东部的县，县治为伍德维尔。根据2020年人口普查显示，该县人口为19,798人。
泰勒县得名于美国第十任总统约翰·泰勒。需要注意的是，得克萨斯州的泰勒市并不位于泰勒县，而是位于其北部140英里处的史密斯縣。